# Česká Třebová
Česká Třebová är en stad i Tjeckien.   Den ligger i regionen Pardubice, i den östra delen av landet, 150 km öster om huvudstaden Prag. Česká Třebová ligger 370 meter över havet och antalet invånare är 16 655.